# Ivan Leonidov
Ivan Ilitch Leonidov (en russe : Иван Ильич Леонидов), né le 9 février 1902 dans l’oblast de Tver et mort le 6 novembre 1959 à Moscou, est un architecte russe constructiviste, urbaniste, peintre et enseignant.

## Les débuts
Ivan Leonidov grandit dans une ferme isolée de l’oblast de Tver. Fils d’un garde forestier, au sortir de l’« école de quatre ans »,, il travaille comme ouvrier saisonnier dans les chantiers navals de Pétrograd. Le peintre d’icônes du village remarque ses talents de dessinateur, et l’engage comme apprenti.

## L’œuvre

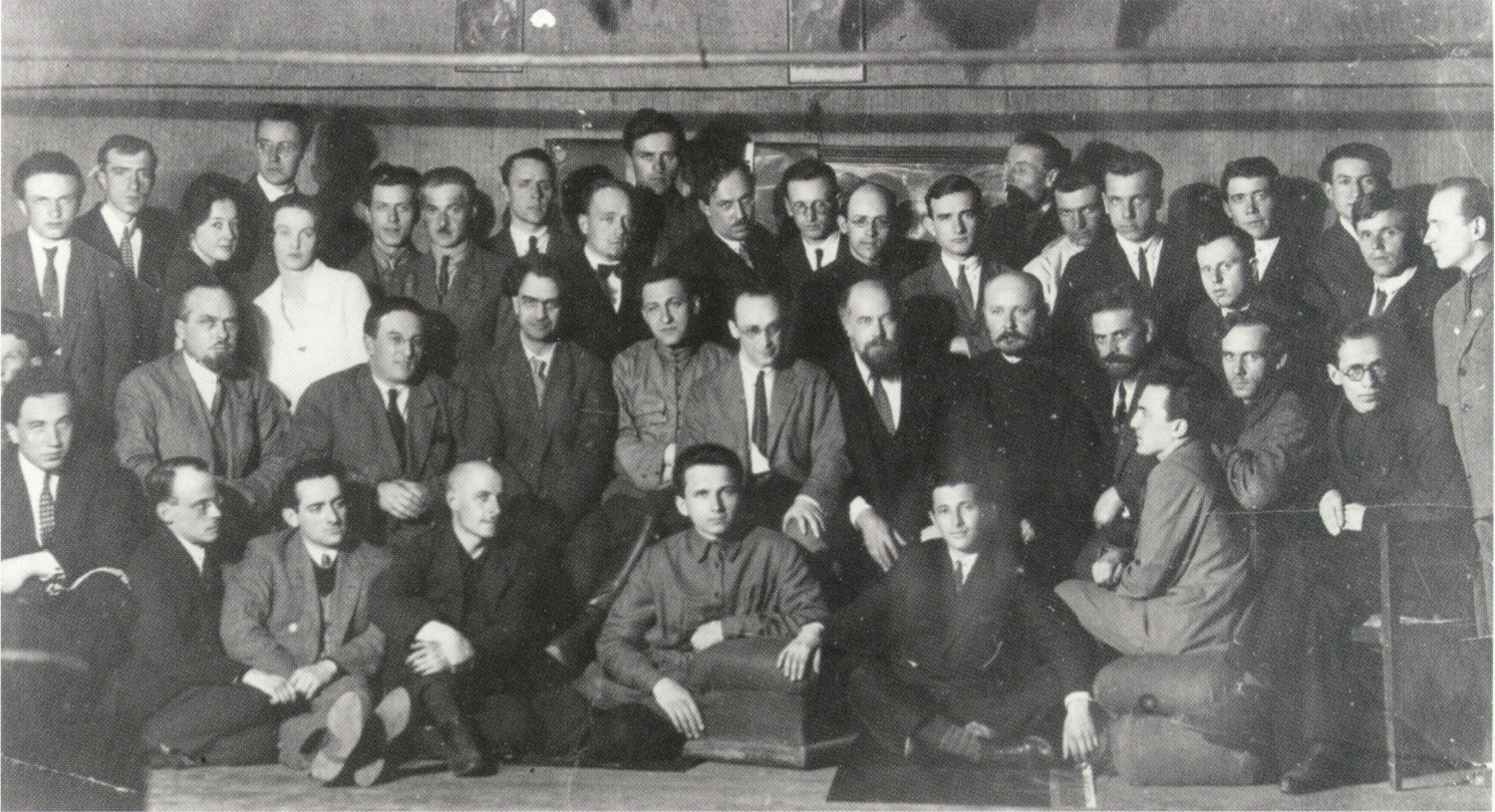
premiere OSA conférence 1928

En 1919, la Révolution lui ouvre les portes des ateliers artistiques libres de Tver. En 1921, il entre au Vkhoutemas de Moscou où, influencé par Alexandre Vesnine qui dirige la section architecture, Leonidov travaille durant un an dans son atelier. Sa motivation première pour la peinture se déporte alors vers l’architecture. Il prend part au mouvement constructiviste, ralliant le groupe de l’OSA (Union des architectes contemporains) qui considère les solutions fonctionnelles en architecture, primordiales, présentant en 1926 un projet pour la typographie des journaux Izvestia.
Entre 1925 et 1926, il est récompensé pour sa participation à certains projets d’amélioration de l’habitat : les maisons de paysans, les maisons pour ouvriers et employés ; ainsi qu’au projet d’une université du Peuple à Minsk et du « Club des travailleurs ».
Pour son sujet de diplôme, l’institut Lénine (un institut des sciences bibliographiques) à Moscou en 1927, il imagine une composition qui met en rapport une tour, des mâts et une sphère de verre reliés ensemble par des câbles, recourant au « verre, métal, béton armé ». Ce projet lui procure la reconnaissance internationale d’un maître de l’avant-garde qui dès lors affirme sa propre voix ; ses dessins présents à la prééminente exposition d’architecture contemporaine de Moscou, puis ses propres projets, sont publiés dès 1926 dans la revue du groupe OSA, Sovremmennaia Arkhitektura.
La période entre 1927 et 1930 est la plus féconde et créative de son activité d’architecte. Il participe activement à l’association des architectes contemporains (groupe OSA), tient des conférences, répond à une multitude de concours et entame en 1928 une carrière de pédagogue. Entre 1929 et 1930, ses travaux sont violemment critiqués dans le journal Искусство в массы (L’Art dans les masses) qui titre l’un de ses articles « Les dégâts de Leonidov ». À travers SA dont il préside le conseil de rédaction, Leonidov donne réponse à cette critique. Le journal doit fermer et Leonidov est obligé de quitter sa fonction d’enseignant.
En 1931, il participe au projet de l’Institut pour le peuple (Giprogor) et passe six mois à Igarka. À son retour, il élabore une proposition de reconstruction de Moscou avec la participation de ses anciens élèves.
Entre 1932 et 1933, il dirige l’atelier Mosproekt, puis de 1934 à 1941, il collabore à l’atelier de Moisei Ginzbourg. Son projet de 1934 pour le Commissariat du peuple à l’industrie lourde, le Narkomtiajprom, est resté célèbre.
Enrôlé dans le bataillon du génie, il est envoyé pour défendre le front en 1941. Blessé, il est démobilisé en 1943, grâce à l’insistance de l’Union des architectes de l’URSS.
Après la guerre, on le charge de l’organisation d’expositions. Impressionné par les horreurs de la guerre, il s’investit dans le projet de la Ville du Soleil qui fait du bien-être des gens le thème principal.
Ivan Leonidov meurt le 6 novembre 1959, atteint d’une crise cardiaque, sur les marches d’un célèbre grand magasin moscovite Военторг(ru). La pierre tombale, de forme cubique, indique sobrement « Architecte Ivan Leonidov ».
Le seul projet de Leonidov à avoir été réalisé est l’escalier à Kislovodsk en 1938.

## Œuvres principales
- 1926 : Projet de typographie pour le journal Izvestia, Moscou (Vkhoutemas), avec Alexandre Vesnine
- 1927 : Projet de diplôme, institut Lénine à Moscou (non réalisé)
- 1928 : Concours pour le Centrosojuz à Moscou
- 1928 : « Club des travailleurs », variante B[9]
- 1929 : Projet pour le monument à Christophe Colomb, Saint-Domingue
- 1929–1930 : Concours pour la maison de l’Industrie à Moscou
- 1929-1930 : Institut des Statistiques à Moscou (non réalisé)
- 1930 : Concours pour le palais de la Culture du quartier Proletarskij (« Prolétariat »), Moscou
- 1930 : Concours pour la ville socialiste Magnitogorsk (à la tête d’un groupe d’étudiants (Vkhoutemas)
- 1934 : Concours pour le bâtiment du Narkomtiajprom (commissariat à l’industrie lourde), gratte-ciel, place Rouge, Moscou
- 1937–1938 : Escalier extérieur du sanatorium Ordzonikidze, Kislovodsk
- 1937–1941 : Le palais Pioneer à Kalinin (Tver)
- Années 1950 : Esquisses pour la Ville du Soleil et le siège de la Société des Nations

## Postérité
En 2007, la Triennale de Milan présente l'exposition « Una città possibile : architetture di Ivan Leonidov, 1926-1934 ».
En 2010, la Ringturm de Vienne organise l’exposition « Leonidov 1926–1934, ein russischer Konstruktivist ».

## Sources de Wikipédia
- (ru)/(en) Cet article est partiellement ou en totalité issu des articles intitulés en russe « Леонидов, Иван Ильич » (voir la liste des auteurs) et en anglais « Ivan Leonidov » (voir la liste des auteurs).